# Trabanca
Trabanca ist eine westspanische Gemeinde (municipio) in der Provinz Salamanca in der Autonomen Gemeinschaft Kastilien-León. 2024 hatte die Gemeinde 160 Einwohner. 

## Lage
Trabanca liegt etwa 82 Kilometer westnordwestlich von Salamanca in einer Höhe von ca. 745 m. Der Río Tormes begrenzt die Gemeinde im Norden.
Das Klima ist mäßig. Es fällt Regen in einer mittleren Menge (ca. 657 mm/Jahr).

## Bevölkerungsentwicklung
| Jahr      | 1900 | 1950 | 1960 | 1970 | 1981 | 1991 | 2001 | 2011 | 2021 |
| Einwohner | 502  | 440  | 466  | 404  | 285  | 264  | 253  | 257  | 174  |

## Sehenswürdigkeiten
- Kirche Unser Lieben Frau (Iglesia de Nuestra Señora )